# Lilla Rödgöl
Lilla Rödgöl är en sjö i Åtvidabergs kommun i Småland och ingår i Vindåns huvudavrinningsområde.